# Lauffener Maientag
Der Lauffener Maientag war einer der traditionellen Maientage in Baden-Württemberg. Erstmals erwähnt wurde der Maientag in Lauffen am Neckar im Jahr 1652. Spätestens vom frühen 18. Jahrhundert bis zur Deutschen Inflation 1922/23 bestand eine örtliche Maientags-Stiftung. Die Tradition des Lauffener Maientags wird heute im Lauffener Kinderfest fortgeführt.

## Geschichte
Erstmals erwähnt wurde der Lauffener Maientag am 18. Juni 1652 anlässlich der archivalischen Niederschrift einer Streitigkeit während des Mayentags. Wegen des Verlusts der meisten städtischen Archivalien beim Brand vom 11. März 1707 liegen keine weiteren urkundlichen Quellen vor 1707 vor. Für 1714 ist belegt, dass Dragoner den Brunnen für den Lauffener Maientag geschmückt haben. 1715/16 ist erstmals vom in die Maien führen zu lesen, womit die für Maientage übliche Prozession gemeint ist. Sie führte damals zum Festplatz im Forchenwald und wieder zurück. 1719 sind Musikanten beim Maientag belegt.
Wie andernorts ging das Fest wohl auf die Umzüge der Schüler nach der Schulvisitation zurück. Mit der Zeit bildeten sich bestimmte Traditionen aus. Die Kinder wurden festlich gekleidet. Die Mädchen trugen die namengebenden Maien (Birkenzweige mit bunten Bändern), die Jungen trugen geschmückte Stäbe, Degen und ähnliches. Die Stadt und die Kirche wurden festlich geschmückt. Das Fest begann morgens mit dem Zug der Kinder zur Kirche und einem Gottesdienst, anschließend zog man mit Musikbegleitung durch die Stadt, wo man noch das Mittagessen einnahm. Nachmittags setzte sich die Prozession vom Talheimer Tor über die Chaussee zum Festplatz im Forchenwäldchen fort. Den Zug führte der fleißigste Schüler als „Maienkönig“ an, der sich aus den Mädchen seine „Maienkönigin“ erwählte. Im Forchenwäldchen angekommen, wurden Sprüche vorgetragen, danach fand ein Wettlauf statt und schließlich begann der Maitanz, an dem sich auch Erwachsene beteiligten und dessen lockere Sitten verschiedentlich gerügt wurden. Gleichzeitig mit dem Tanz begann man in den aufgestellten Zelten zu essen und zu trinken. Bei Einbruch der Dunkelheit begab man sich in die Stadt zurück, wo in den Gasthäusern bis in den Morgen weiter getanzt und getrunken wurde.
Die Maientage waren nicht unproblematisch. Zum einen verursachten sie Kosten, denn es war an die aufsichtführenden Lehrer das Maiengeld zu zahlen, die teilnehmenden Schulkinder erhielten Papier, die Stadtwache war für ihre Dienste zu zahlen, und auch die teilnehmenden Musikanten erhielten eine Vergütung. Die Kosten wurden aus dem Eberhardinischen Gestifft, einer Stiftung Eberhards III. von 1664, gedeckt, die primär den Armen zugutekommen sollte, so dass es zwischen dem Rat der Stadt und der Heiligenpflege immer wieder Streit über die Verwendung der Stiftungsgelder gab. Ab etwa 1710 bestand eine bürgerliche Maientagsstiftung. Den Kirchenoberen waren die Maientage auch ein Dorn im Auge, da sie mit ausschweifendem Umtrunk und Tanz einen sehr weltlichen Charakter hatten. Speziell der Umtrunk war wohl auch die Ursache dafür, dass die zahlreichen bei Lauffen einquartierten Soldaten immer wieder gerade am Maientag über die Stränge schlugen und dass man für Standespersonen ab 1788 einen eigenen Tanzbereich im Rathaus, abseits vom gemeinen Volk, schuf.
Ab 1757 versuchte die württembergische Generalsynode, die Maientage in Württemberg zu unterbinden. Auf Druck des Lauffener Oberamtmanns Hofacker fiel der Maientag 1761 aus. 1763 verhinderten widrige Umstände (Einsturz der Kirchhofmauer und Einquartierung einer starken Garnison) nochmals den Maientag. Auch 1775 fiel der Maientag aus. 1778 wurde der Lauffener Maientag in David Christoph Seybolds Roman Hartmann, eine Wirtembergische Klostergeschichte ausführlich erwähnt, eine Tanzszene beim Maientanz ist eine der Schlüsselszenen des Romans. Ob Seybolds Schilderungen alle realistisch sind, ist zwar fraglich, aber aufgrund einiger sehr zutreffender Details gilt es als sicher, dass Seybold an einem Maientag teilgenommen hat und mindestens ein Teil seiner Schilderungen realistisch ist. 1784 wurde der Maientag auch im Journal von und für Deutschland beschrieben, wobei auch speziell der Lauffener Wein gelobt wurde. Auch der Wirtembergische Hof-Calender von 1790 lobte das Fest. Im späten 18. Jahrhundert fand der Maientag nur noch im zweijährigen Turnus statt, bevor Lauffen ab 1794 die unruhigen Zeiten der Koalitionskriege gegen Frankreich zu spüren bekam und es statt einem Fest nur noch jährliche Papierzuteilungen für die Schulkinder gab.
1822 bestimmte die Generalsynode, dass die Maientage nur noch als reine Kinder- und Jugendfeste zu feiern wären, woran sich jedoch nicht alle Orte hielten. In Lauffen, wo man in jenem Jahr wieder mit dem Fest begann, beschloss man jedoch, den Maientag wieder wie in früheren Jahren mit Umtrunk und Tanz zu feiern. Die immer noch existierende Maientagsstiftung wurde indes zu einer reinen Papierstiftung, da man aus ihr ab der Mitte des 19. Jahrhunderts nur noch die Papierzuteilung für die Schulkinder bestritt. Die Inflation von 1922/23 hat das Stiftungskapital schließlich vernichtet.
Der Lauffener Maientag lebt heute im regelmäßigen Lauffener Kinderfest fort.